# سكارليت أوهارا
سكارليت أوهارا (بالإنجليزية: Scarlett O'Hara)‏ هي شخصية خيالية وبطلة القصة الشهيرة ذهب مع الريح. بطلة القصة سكارليت هي أحد أقوى القصص الروائية وأكثرها حيوية، فهي فتاة مرحة مليئة بعنفوان الشباب ومتمردة على عادات مجتمعها وتقاليده التي تحتم على الفتاة العيش مقيدة محاصرة بعادات بالية. تغرم سكارليت بآشلي، ولكنه يتزوج من فتاة أخرى زواجا مدبرا من قبل عائلته، وبالمثل تتزوج سكارليت من شخص آخر لكنه سرعان ما يتوفى في الحرب وتصبح سكارليت أرملة بعد وقت قصير من زواجها. ثم تدور أحداث الرواية بعد ذلك عن المصاعب والأهوال وحالة الفقر والحاجة التي تعانيها سكارليت ومن تبقى من عائلتها بعدما اضطروا لترك قصرهم بسبب الحرب. ثم قصة زواج سكارليت من رجل آخر (لعوب) مثلها، حيث يعيشان معا حياة أسرية غير سعيدة أو مستقرة.

## السيرة الشخصية
سكارليت أوهارا هي أكبر أبناء جيرالد وإلين أوهارا. ولدت عام 1844 أو 1845 في مزرعة عائلتها تارا في جورجيا. سميت كاتي سكارليت، على اسم والدة والدها، ولكن تدعى دائمًا سكارليت، باستثناء والدها، الذي يشير إليها باسم «كاتي سكارليت». وهي من عائلة كاثوليكية من أصل أيرلندي من جهة الأب، و أصل فرنسي من جانبها الأم، ولا سيما سليل عائلة سافانا الأرستقراطية من جانب والدتها، وروبيلارد. سكارليت لديها شعر أسود وعيون خضراء وبشرة شاحبة. وهي مشهورة بخصرها الصغير الأنيق. لدى سكارليت شقيقتان صغيرتان، سوزان إلينور (سولين) أوهارا وكارولين إيرين (كارين) أوهارا، وثلاثة أشقاء صغار ماتوا في سن الطفولة. دُفن إخوتها الصغار في مقبرة العائلة في أرض تارا، وتم تسمية كل منهم جيرالد أوهارا جونيور